# Popillia bogdanovi
Popillia bogdanovi är en skalbaggsart som beskrevs av Ernst Ballion 1870. Popillia bogdanovi ingår i släktet Popillia och familjen Rutelidae. Inga underarter finns listade i Catalogue of Life.